# Benson Mates
Benson Mates (* 19. Mai 1919 in Portland (Oregon); † 14. Mai 2009 in Berkeley) war ein US-amerikanischer Philosoph, bekannt für seine Arbeit auf dem Gebiet der Logik, der Geschichte der Philosophie und vor allem des Skeptizismus.

## Leben
Mates studierte Mathematik und Philosophie an der University of Oregon, an der Cornell University und an der University of California, Berkeley. Zu seinen Lehrern und Einflüssen zählen John Barkley Rosser, Harold Cherniss und Alfred Tarski. Von 1948 an war er bis zu seiner Emeritierung im Jahr 1989 Professor für Philosophie in Berkeley, er verblieb dort als Emeritus bis zu seinem Tod. 1987 wurde Mates in die American Academy of Arts and Sciences gewählt.
Benson Mates starb nur 5 Tage vor seinem 90. Geburtstag.

## Werk
Seine Dissertation aus dem Jahr 1948 On the Logic of the Old Stoa (deutsch ‚Über die Logik der älteren Stoa‘) bildete die Grundlage seiner Monographie Stoic Logic aus dem Jahr 1953. Peter Geach schrieb dazu in seiner Rezension: “Stoic logic is a difficult subject […] Dr. Mates’s monograph is a strenuous and successful effort to overcome these difficulties.” (P.T. Geach: The Philosophical Review, 64:1 (Januar 1955), S. 143., deutsch: „Die Stoische Logik ist ein schwieriger Gegenstand […] Die Schrift von Dr. Mates stellt eine eifrige und erfolgreiche Bemühung dar, diese Schwierigkeiten zu überwinden.“) Mates’ Elementary Logic (deutsch Elementare Logik, 1969, 2. Auflage 1978) war bis in die jüngste Zeit ein weithin gebräuchliches Lehrbuch zur Einführung in die Logik. 1986 erschien eine viel beachtete Arbeit über Leibniz.
In seiner eigenen philosophischen Forschung vertrat Mates eine Position, die sich an die Pyrrhonische Skepsis anlehnt. Mates zufolge sind grundlegende Probleme der Philosophie wie das Lügner-Paradox, die Existenz der Außenwelt und der Freie Wille, verständlich, nicht-trivial und dennoch unlösbar. Im Unterschied zum antiken Pyrrhonismus führen skeptische Argumente für ihn jedoch nicht zur Ataraxie, sondern nur zu einem unbefriedigten Zustand der Verblüffung.

## Monografien und Sammelbände
- Benson Mates: Stoic Logic (= University of California Publications in Philosophy. Band 26). University of California Press, Berkeley 1953, ISBN 0-520-02368-4 (englisch, ISBN des Nachdrucks von 1973).
- Benson Mates: Elementary Logic. 1965, deutsch Elementare Logik – Prädikatenlogik der ersten Stufe. zuletzt: Vandenhoeck & Ruprecht Göttingen 1997, ISBN 3-525-40541-3.
- Benson Mates: Skeptical Essays. University of Chicago Press, 1981.
- Benson Mates: The philosophy of Leibniz. Metaphysics and language. Oxford Univ. Pr., New York 1986, ISBN 0-19-503696-4.
- Benson Mates: The Skeptic Way: Sextus Empiricus’s Outlines of Pyrrhonism. Oxford University Press, Oxford 1996.